# الخضراء (الحيمة الخارجية)

تعديل مصدري - تعديل

الخضراء هي إحدى قرى عزلة الصوفة بمديرية الحيمة الخارجية التابعة لمحافظة صنعاء، بلغ تعداد سكانها 194 نسمة حسب تعداد اليمن لعام 2004.